# ستيفن أشبروك
ستيفن أشبروك (بالإنجليزية: Stephen Ashbrook)‏ هو مغن مؤلف أمريكي، ولد في 31 ديسمبر 1969.

## وصلات خارجية
- الموقع الرسمي